# خوان گولوبرت
خوان گولوبرت (انگلیسی: Joan Golobart؛ زادهٔ ۱۲ ژانویهٔ ۱۹۶۱) بازیکن فوتبال اهل اسپانیا است.
از باشگاه‌هایی که در آن بازی کرده‌است می‌توان به باشگاه فوتبال سابادل و باشگاه فوتبال اسپانیول اشاره کرد.